# 토렌스 가문
토렌스 가문 (Torrance family)은 스코틀랜드 교회와 신학에 관련된 유명한 신학자 가문을 말한다. 토랜스 신학자 가문의 첫번째 가장은 토마스 토렌스(1871 ~ 1959)로 중국의 스코틀랜드 선교사이었으며 자녀들로 메리, 토머스 F. 토렌스, 그레이스, 마가렛, 제임스, 데이비드가 있다.
토마스 토런스 이후 1 세대는 다음과 같습니다.
- 토머스 F. 토렌스(Thomas Forsyth, TF. 1913 ~ 2007) – 스코틀랜드 래이트 교회의 목사이자 에딘버러 대학교의 영향력있는 신학자이다.[2][3]
- 제임스 B. 토렌스 (1923 ~ 2003) – 애버딘 대학교 조직 신학 교수. 토머스 F. 토렌스의 남동생.[4]
- 데이비드 W. 토렌스 (1924년 출생) – 스코틀랜드 교회의 목회자이자 토랜스 가족의 막내 아들.
- 로널드 월레스 (1911–2006) – 컬럼비아 신학교의 성서학 교수 . 그는 Mary와 결혼했다.[5] 그의 사위 인 조지 뉴랜즈 (George Newlands )도 신학자이다.

- 이안 토렌스(1949년생) – 프린스턴 신학교의 총장이며, 전 스코틀랜드 교회 총회의장 . 토마스 F. 토렌스의 아들.[6]
- 알렌 토렌스 (1956년 출생) – 세인트 앤드류 대학교 (St Andrews University)의 세인트 메리 대학 (St Mary 's College)의 조직 신학 교수이며 제임스 B. 토렌스의 아들.[7]